# Edgar Martínez
Pour les articles homonymes, voir Martinez.
Edgar Martínez (né le 2 janvier 1963 à New York, États-Unis) est un joueur de baseball américain d'origine portoricaine. Ancien joueur étoile des Mariners de Seattle de la Ligue majeure de baseball, il est depuis le 20 juin 2015 l'instructeur des frappeurs de l'équipe.
Il joue dans les Ligues majeures pour Seattle de 1987 à 2004, d'abord comme joueur de troisième but et ensuite comme frappeur désigné.
Sept fois sélectionné pour le match des étoiles, Martínez a remporté deux championnats des frappeurs de la Ligue américaine de baseball. Il a gagné à cinq reprises le trophée du meilleur frappeur désigné, prix qui porte aujourd'hui son nom. Il réussit au cours de sa carrière 2 247 coups sûrs dont 309 circuits et maintient sur 18 saisons une moyenne au bâton de ,312.

## Carrière
Edgar Martínez obtient un contrat des Mariners de Seattle en 1982. Il passe les années suivantes dans les ligues mineures et fait ses débuts en Ligue majeure le 12 septembre 1987. Il partage les deux années suivantes entre les grandes ligues et les mineures avant d'obtenir un poste régulier au troisième but en 1990. Il affiche cette année-là une moyenne au bâton de, 302 et n'affichera plus une moyenne inférieure à, 300 dans une saison complète avant l'année 2002.
En 1992, Martínez remporte son premier championnat des frappeurs dans la Ligue américaine en frappant pour, 343, la meilleure moyenne au bâton des majeures. Il domine aussi le baseball avec 46 doubles. Il est invité pour la première fois au match des étoiles et gagne à la fin de la saison son premier Bâton d'argent pour ses succès en offensive.
Une blessure à la jambe lors d'un match préparatoire en 1993 le tient à l'écart du jeu pour la majorité des saisons 1993 et 1994. Cette blessure ne guérira jamais complètement et les Mariners en font leur frappeur désigné, une fonction qui sera la sienne pour le reste de sa carrière professionnelle. En 1995, il mène la Ligue américaine pour les points marqués avec 121 et les majeures avec 52 doubles et une moyenne de présence sur les buts de, 479. Il affiche ses meilleurs totaux, jusque-là, de coups de circuits (29) et de points produits (113) et remporte son second championnat des frappeurs avec une moyenne au bâton de, 356. Il devenait le premier (et jusqu'à ce jour le seul) frappeur désigné à remporter un championnat des frappeurs. Sa moyenne de puissance s'élève aussi à, 628, la plus élevée de sa carrière.

### TheDouble
En séries éliminatoires, il brille dans la Série de division entre les Mariners et les Yankees de New York. Dans le 4e match de la série, il établit un record de points produits en un match d'après-saison avec 7, frappant un circuit de 3 points et un grand chelem. Lors de la partie suivante, son double en 11e manche contre le lanceur Jack McDowell permit aux Mariners de vaincre les Yankees 5-4 et d'accéder pour la première fois de leur histoire aux Séries de championnat. Les fans de baseball de Seattle réfèrent à ce coup sûr dramatique, important dans l'histoire de la franchise, en tant que The Double. Martínez lui-même le considère comme le moment fort de sa carrière.

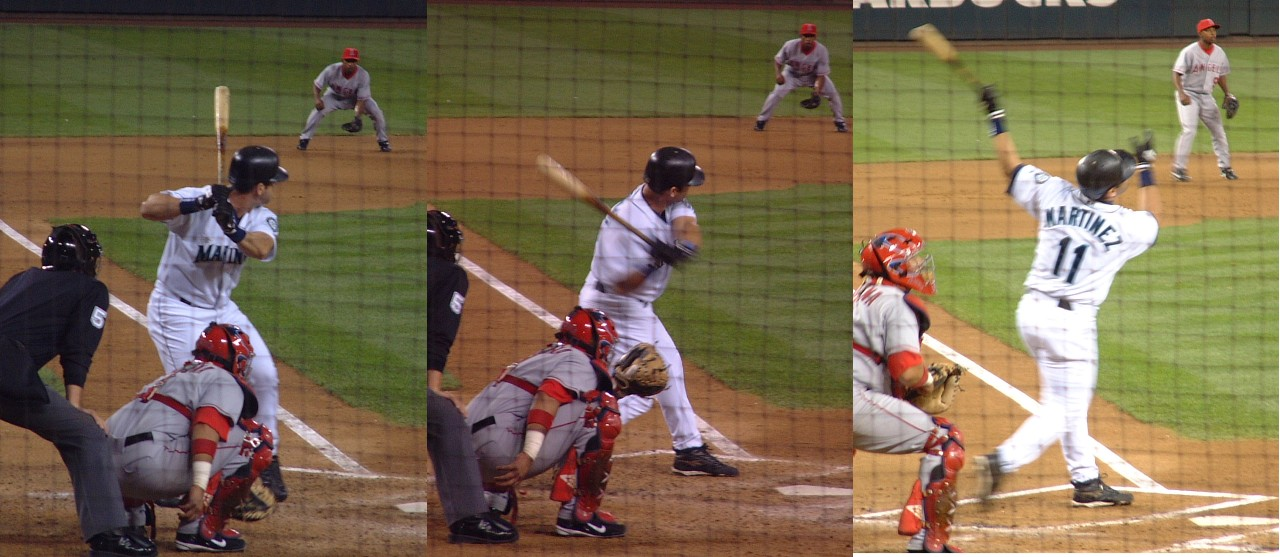
Edgar Martínez frappant pour les Mariners en 2004 à Seattle.

Edgar Martínez continue d'enchaîner les saisons avec une moyenne au bâton plus élevée que, 300 (7 de suite de 1995 à 2001) et produit 100 points ou plus de 1995 à 1998, puis en 2000 et 2001. Il mène la Ligue américaine pour la moyenne de présence sur les buts (1998-1999) et pour les points produits (145 en 2000).
En 2001, il bat le record de franchise des Mariners pour les coups sûrs, dépassant la marque de Ken Griffey. Se retirant avec 2247 coups sûrs comme membre des Mariners, son record tient dix ans et est battu en 2011 par Ichiro Suzuki.
Il se retire après la saison 2004. En 2055 parties dans les majeures, toutes avec Seattle, il a frappé 2247 coups sûrs, dont 514 doubles et 309 circuits. Il a marqué 1219 points et en a produit 1261. Il présente une moyenne au bâton de, 312, une moyenne de présence sur les buts de, 418 et une moyenne de puissance de, 515.
Après la saison de baseball 2009, il occupe le 21e rang de l'histoire du baseball pour la moyenne de présence sur les buts et le 18e parmi les joueurs retirés.

## Palmarès
- Champion frappeur de la Ligue américaine en 1992 et 1995.
- Premier frappeur désigné à remporter un championnat des frappeurs.
- Sept sélections pour le match des étoiles (1992, 1995, 1996, 1997, 2000, 2001, 2003).
- Gagnant de cinq Bâtons d'argent (1992, 1995, 1997, 2001, 2003).
- Gagnant cinq fois du titre du meilleur frappeur désigné (1995, 1997, 1998, 2000, 2001).
- Deux fois meneur des majeures pour les doubles (1992, 1995).
- Trois fois meneur de la Ligue américaine pour la moyenne de présence sur les buts (1995, 1998, 1999).
- Meneur de la Ligue américaine pour les points produits (2000).
- Meneur de la Ligue américaine pour les points marqués (1995).
- Détenteur du record de 7 points produits dans un seul match éliminatoire (1995).

### Honneurs
- Les Ligues majeures de baseball ont honoré en 2004 l'ancien joueur étoile des Mariners en baptisant le trophée du meilleur frappeur désigné de la Ligue américaine « Prix Edgar Martínez ». Il est l'un des rares anciens joueurs des majeures à avoir un trophée portant son nom.
- Un des favoris de la foule à Seattle, Edgar Martínez est considéré comme l'un des grands responsables du sauvetage de la franchise au milieu des années 1990. Avant 1995, les Mariners n'avaient jamais participé aux éliminatoires, n'avaient connu que deux saisons gagnantes en 18 années d'existence et étaient menacés d'être transférés dans une autre ville. Ces menaces s'intensifièrent après un accident au Kingdome de Seattle, devenu dangereux pour les partisans et les joueurs après la chute de plusieurs morceaux de béton en 1994. Le fameux double cogné par Martínez lors des séries de 1995 contre les Yankees a eu un impact non négligeable sur la décision de construire le Safeco Field et d'assurer à long terme le maintien des Mariners dans la ville de Seattle.
- Le 2 juin 2007, Martínez a été intronisé au Temple de la renommée des Mariners de Seattle[5]. Il est l'un des quatre individus à avoir reçu cet honneur, avec les anciens joueurs Alvin Davis et Jay Buhner et l'annonceur Dave Niehaus[6].
- Aucun joueur des Mariners de Seattle n'a porté le # 11 depuis la retraite de Martínez. Son numéro est officiellement retiré par le club le 12 août 2017[7].
- La rue Atlantic Sud, à Seattle, a été renommée Edgar Martinez Drive en 2005[8].
- Le 22 janvier 2019, Martinez est élu au temple du baseball à Cooperstown après 10 ans d'attente.

## Carrière d'instructeur
Le 20 juin 2015, Edgar Martínez est nommé instructeur des frappeurs des Mariners de Seattle en remplacement de Howard Johnson.

### Candidature au Temple de la renommée du baseball
Edgar Martínez est éligible depuis 2010 pour une élection au Temple de la renommée du baseball. Sa candidature suscite un certain intérêt puisque le règlement du frappeur désigné ne fait pas l'unanimité et qu'aucun joueur s'étant illustré uniquement dans ce rôle ne fait partie du Panthéon du baseball.
À sa première année d'admissibilité, il recueille 36,2 % des voix (195 votes) alors qu'il en faut 75 % pour gagner l'élection au Temple. Son nom réapparaîtra sur les bulletins en 2011 et jusqu'en 2019, à moins qu'il ne glisse sous les 5 % ou réussisse d'ici-là à être élu. Ses appuis stagnent à 36,5 % du vote en 2012 et 35,9 % en 2013. En 2014, sur un bulletin chargé de noms illustres, ses appuis chutent à leur plus bas niveau : 25,2 %. Plus tard cette année-là, un changement dans les règles compliquent ses chances : dans un geste largement perçu comme une façon de précipiter l'éviction des candidats soupçonnés de dopage tels Barry Bonds et Roger Clemens, le Temple de la renommée décide de ramener de 15 à 10 ans le nombre maximal d'années d'éligibilité pour l'élection. En janvier 2015, Martínez remonte très légèrement à 27 % des votes exprimés par les membres de l'Association des chroniqueurs de baseball d'Amérique. Il reçoit aussi le soutien de deux lanceurs élus au Panthéon cette année-là : Randy Johnson, qui affirme faire campagne pour son élection, et Pedro Martínez, qui considère Edgar Martínez le frappeur le plus difficile qu'il ait eu à affronter durant sa carrière. Martínez fait un bon significatif à 43,4 % d'appuis en 2016, à sa 7e apparition sur les bulletins de vote. Il reçoit 58,6 pour cent des votes en 2017.

## Vie personnelle
Né à New York, Edgar Martínez a grandi à Dorado, Porto Rico. Il est gradué du American College de Porto Rico.
Il est le cousin de Carmelo Martinez, qui a joué dans les Ligues majeures de 1983 à 1991.